# Sadhbh McGrath
Pour les articles homonymes, voir McGrath.
Pas d'image ? Cliquez ici

a Compétitions nationales et continentales officielles uniquement.

b Matchs officiels uniquement.
Dernière mise à jour le 22 septembre 2024.
Sadhbh McGrath, née le 30 août 2004 à Buncrana (Irlande), est une joueuse internationale irlandaise de rugby à XV. Elle évolue au poste de pilier, à gauche et à droite. Elle porte les couleurs du Cooke RFC et de l'Ulster.

## Biographie
Née le 30 août 2004 à Buncrana en Irlande, Sadhbh McGrath pratique d'abord le camogie et le football gaélique. C'est son père qui l'incite à essayer le rugby à XV, ce qu'elle fait lors d'un camp de détection organisé à Derry par la fédération irlandaise. Rapidement elle joue en catégorie des moins de 18 ans avec l'Ulster et l'équipe nationale. Elle a beaucoup d'admiration pour Beth Cregan, la capitaine de l'Ulster.
La même année, à 18 ans, elle passe son Leaving Certificate, fait ses débuts avec l'équipe senior de l'Ulster, signe un contrat fédéral et devient internationale irlandaise durant le Tournoi des Six Nations 2023, étant titularisée contre le pays de Galles lors de la première journée.
En 2023-2024, elle participe à la première édition du WXV 3, à Dubaï, remportée par les Irlandaises[réf. nécessaire]. Elle est ensuite sélectionnée avec la franchise des Clovers, et se voit confier le capitanat. Ensuite, elle dispute les cinq rencontres du Six Nations 2024, à chaque fois en sortie de banc où elle supplée aussi bien Christy Haney à droite que Linda Djougang à gauche.
Longtemps incertaine, elle est finalement apte pour le WXV 1 2024.

## Palmarès
- Vainqueur du WXV 3 en 2023.